# Франсуа Антуан Матіс
Франсуа Антуан Матіс (фр. Francois A. Mathys) — канадський науковець, дипломат. Надзвичайний і Повноважний Посол Канади в Україні (1992—1996).

## Біографія
На дипломатичній роботі був радником-посланником посольства Канади в Москві (СРСР).
Згодом працював на посаді Надзвичайного і Повноважного Посла Канади в Осло (Норвегія).
З 1992 по 1996 рр. — Надзвичайний і Повноважний Посол Канади в Києві (Україна).
Був повноважним представником Уряду Канади і послом в арбітражі з питань морського кордону між Канадою та Францією.Працював Генеральним директором Бюро з правових питань кафедри іноземних справ.
Нині працює професором на факультеті права Монреальського університету.

## Автор праць
- Francois A. Mathys, International Environmental Law: A Canadian Perspective , 3 Pace Y.B. Int'l L. 91 (1991)[5]